# Nacht op Ibiza
Nacht op Ibiza is een lied van de Nederlandse producer en presentator Rotjoch in samenwerking met de Nederlandse rappers Adje, Lil' Kleine en Hef. Het stond in 2022 als zesde track op het album Float van Rotjoch.

## Achtergrond
Nacht op Ibiza is geschreven door Angelo Diop, Dwayne Leroy Biekman, Jorik Scholten, Julliard Frans en Julmar Simons en geproduceerd door Architrackz en Rotjoch. Het is een nummer dat past in de genres nederhop en trap. In het lied rappen en zingen de artiesten over hun leven vol luxe en succes.
Het is de eerste keer dat de artiesten tegelijkertijd op een track te horen zijn. Wel werd er al onderling samengewerkt. Adje en Hef hadden eerder de mixtape Boyz in de hood vol. 1 en het album Boyz in de hood 2 uitgebracht en hadden samen de hits Streets, We hadden niks, Niet doen alsof, 3 soldaten en Ons. Lil' Kleine en Hef werkten eerder samen op Bijna en Batterij.

## Hitnoteringen
Ondanks dat het lied niet als single was uitgebracht, hadden de artiesten toch bescheiden succes met het lied in Nederland. Het stond op de 99e plaats van de Single Top 100 in de enige week dat het in deze hitlijst te vinden was. De Top 40 en haar Tipparade werden niet bereikt.